# Guy Berryman
Guy Rupert Berryman, född 12 april 1978 i Kirkcaldy, Skottland, är en brittisk basist och medlem i rockgruppen Coldplay. Trots att han är vänsterhänt spelar han basgitarr som en högerhänt.
I 2004 samarbetade Berryman och bandkompisen från Coldplay, Will Champion med Magne Furuholmen från a-ha på Furuholmens första soloalbum, Past Perfect Future Tense, där de spelade på låten "Kryptonite". Berryman spelade också basgitarr på Furuholmens andra soloalbum, A Dot of Black in the Blue of Your Bliss. Samma år startade han samarbetet med Magne Furuholmen, Jonas Bjerre (från Mew) och Martin Terefe i ett musikalisk projekt under bandnamnet Apparatjik. Bandet lanserade sitt debutalbum, We Are Here, 1 februari 2010.
I 2010 och 2011 producerade Berryman The Pierces album, You and I, tillsammans med Coldplays producent Rik Simpson.
2022 annonserades att Coldplay är sponsorer till fotbollslaget Säter IF (vilket skett i flera år), då Berryman har en brorson som spelar i laget.

## Discografi (urval)
Studioalbum med Coldplay
- Parachutes (2000)
- A Rush of Blood to the Head (2002)
- X&Y (2005)
- Viva la Vida or Death and All His Friends (2008)
- Mylo Xyloto (2011)
- Ghost Stories (2014)
- A Head Full of Dreams (2015)

Studioalbum med Apparatjik
- We Are Here (2010)
- Square Peg in a Round Hole (2012)